# Olympische Sommerspiele 2016/Teilnehmer (Myanmar)
| Gelbes Symbol für Goldmedaillen mit stilisierten Olympischen Ringen | Graues Symbol für Silbermedaillen mit stilisierten Olympischen Ringen | Braundes Symbol für Bronzemedaillen mit stilisierten Olympischen Ringen |
| ------------------------------------------------------------------- | --------------------------------------------------------------------- | ----------------------------------------------------------------------- |
| —                                                                   | —                                                                     | —                                                                       |

Myanmar nahm an den Olympischen Spielen 2016 in Rio de Janeiro teil. Es war die insgesamt 17. Teilnahme an Olympischen Sommerspielen. Das Myanmar Olympic Committee nominierte sieben Athleten in fünf Sportarten.

## Teilnehmer nach Sportarten

### Bogenschießen
| Athleten    | Wettbewerb | Qualifikation | Qualifikation | 1. Runde    | 1. Runde      | 2. Runde        | 2. Runde      | Achtelfinale | Achtelfinale | Viertelfinale | Viertelfinale | Halbfinale    | Halbfinale    | Finale        | Finale        | Rang |
| Athleten    | Wettbewerb | Ringe         | Rang          | Gegner      | Ergebnis      | Gegner          | Ergebnis      | Gegner       | Ergebnis     | Gegner        | Ergebnis      | Gegner        | Ergebnis      | Gegner        | Ergebnis      | Rang |
| ----------- | ---------- | ------------- | ------------- | ----------- | ------------- | --------------- | ------------- | ------------ | ------------ | ------------- | ------------- | ------------- | ------------- | ------------- | ------------- | ---- |
| Frauen      |            |               |               |             |               |                 |               |              |              |               |               |               |               |               |               |      |
| San Yu Htwe | Einzel     | 608           | 51            | Taru Kuoppa | 7-3 (132:129) | MacKenzie Brown | 7-3 (136:129) | Ki Bo-bae    | 0-6 (70:85)  | ausgeschieden | ausgeschieden | ausgeschieden | ausgeschieden | ausgeschieden | ausgeschieden | 9    |

### Judo
| Athleten      | Wettbewerb | 1. Runde  | 1. Runde    | 2. Runde   | 2. Runde    | Viertelfinale | Viertelfinale | Halbfinale / Trostrunde | Halbfinale / Trostrunde | Finale / Platz 3 | Finale / Platz 3 | Rang |
| Athleten      | Wettbewerb | Gegner    | Ergebnis    | Gegner     | Ergebnis    | Gegner        | Ergebnis      | Gegner                  | Ergebnis                | Gegner           | Ergebnis         | Rang |
| ------------- | ---------- | --------- | ----------- | ---------- | ----------- | ------------- | ------------- | ----------------------- | ----------------------- | ---------------- | ---------------- | ---- |
| Männer        |            |           |             |            |             |               |               |                         |                         |                  |                  |      |
| Yan Naing Soe | bis 100 kg | C. George | 002s2:000s0 | K.-R. Frey | 000s0:100s0 | ausgeschieden | ausgeschieden | ausgeschieden           | ausgeschieden           | ausgeschieden    | ausgeschieden    | 9    |

### Leichtathletik
Laufen und Gehen
| Frauen       |        |              |    |               |               |               |               |    |
| Swe Li Myint | 800 m  | 2:16,98 min  | 62 | ausgeschieden | ausgeschieden | ausgeschieden | ausgeschieden | 62 |
| Männer       |        |              |    |               |               |               |               |    |
| San Naing    | 5000 m | 15:51,05 min | 24 | –             | –             | ausgeschieden | ausgeschieden | 24 |

### Schießen
| Athleten     | Wettbewerb            | Qualifikation   | Qualifikation | Finale          | Finale        | Ringe/ Scheiben | Rang |
| Athleten     | Wettbewerb            | Ringe/ Scheiben | Rang          | Ringe/ Scheiben | Rang          | Ringe/ Scheiben | Rang |
| ------------ | --------------------- | --------------- | ------------- | --------------- | ------------- | --------------- | ---- |
| Männer       |                       |                 |               |                 |               |                 |      |
| Naung Ye Tun | Luftpistole 10 Meter  | 572,0           | 33            | ausgeschieden   | ausgeschieden | 572,0           | 33   |
| Naung Ye Tun | Sportpistole 50 Meter | 552,0           | 15            | ausgeschieden   | ausgeschieden | 552,0           | 15   |

### Schwimmen
| Athleten   | Wettbewerb          | Vorlauf     | Vorlauf | Halbfinale    | Halbfinale    | Finale        | Finale        | Rang |
| Athleten   | Wettbewerb          | Zeit        | Rang    | Zeit          | Rang          | Zeit          | Rang          | Rang |
| ---------- | ------------------- | ----------- | ------- | ------------- | ------------- | ------------- | ------------- | ---- |
| Frauen     |                     |             |         |               |               |               |               |      |
| Ei Ei Thet | 50 m Freistil       | 30,25 s     | 70      | ausgeschieden | ausgeschieden | ausgeschieden | ausgeschieden | 70   |
| Männer     |                     |             |         |               |               |               |               |      |
| Myat Thint | 100 m Schmetterling | 1:02,54 min | 43      | ausgeschieden | ausgeschieden | ausgeschieden | ausgeschieden | 43   |